# Aucklandella geiri
Aucklandella geiri là một loài tò vò trong họ Ichneumonidae.